# مايكون دوس سانتوس
مايكون دوس سانتوس هو لاعب كرة قدم برازيلي في مركز الوسط، ولد في 18 سبتمبر 1981 في سانتا كاتارينا في البرازيل. لعب مع أوستريا فيينا ونادي أتلتيكو هيرمان أيشينجار ونادي جوينفيل.

## وصلات خارجية
- مايكون دوس سانتوس على موقع قاعدة بيانات كرة القدم.إي يو (الإنجليزية)
- مايكون دوس سانتوس على موقع Soccerway.com (الإنجليزية)